# Modum
Modum là một đô thị ở hạt Buskerud, Na Uy.
Modum được lập thành đô thị ngày 1 tháng 1 năm 1838 (xem formannskapsdistrikt).
Modum giáp Krødsherad và Ringerike về phía bắc, phía đông giáp Hole và Lier, phía nam giáp Øvre Eiker, phía tây giáp Sigdal.
Mudum có 3 trung tâm dân số: Åmot, Geithus và trung tâm hành chính Vikersund. Åmot có Blaafarveværket, bao gồm bảo tàng cobalt. Khu vực này từ lâu là một trong những địa điểm trượt tuyết lớn nhất thế giới.

## Những người dân nổi tiếng
- Ole Einar Bjørndalen, vận động viên trượt tuyết
- Ole Gunnar Fidjestøl, vận động viên trượt tuyết
- Maurits Hansen (1774 - 1843), nhà văn
- Christopher Hornsrud (1859 - 1960), thủ tướng Na Uy từ tháng 1 đến tháng 2 năm 1928
- Thure Erik Lund, nhà văn